# Christopher Tugendhat

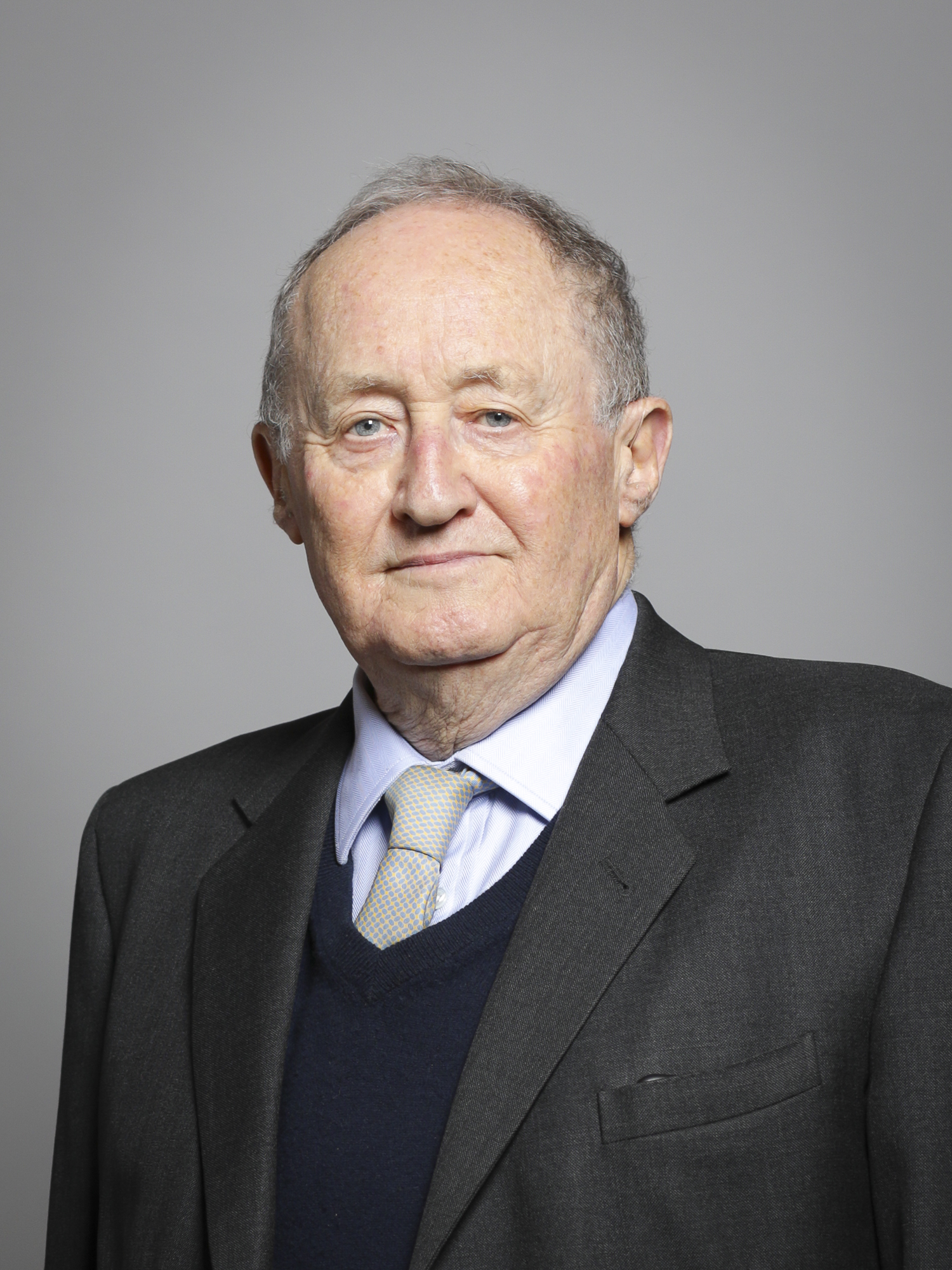
Christopher Tugendhat, Baron Tugendhat, 2020

Christopher Samuel Tugendhat, Baron Tugendhat (* 15. Oktober 1937 in London) ist ein britischer konservativer Politiker und Life Peer.

## Leben und Politik
Sein Vater wurde in Wien geboren, wanderte aber nach dem Ersten Weltkrieg nach England aus, um an der LSE an seiner Promotion weiter zu arbeiten. Christopher Samuel Tugendhat wurde römisch-katholisch erzogen.
1955 bis 1957 diente er in der britischen Armee. Danach studierte er von 1957 bis 1960 in Cambridge und wurde dann Mitarbeiter der Financial Times, für die er Leitartikel schrieb.
1970 wurde er Mitglied des britischen Parlamentes für London und Westminster, dies blieb er bis 1977. Er wurde ab 1977 europäischer Kommissar für Haushalt, finanzielle Kontrolle und finanzielle Institutionen, 1981 kam das Ressort Steuern hinzu. 1985 gab er das Ressort Steuern an den Briten Francis Cockfield und das Ressort Haushalt und Finanzen an den Dänen Henning Christophersen ab.
Am 15. Oktober 1991 wurde er als Baron Tugendhat, of Widdington in the County of Essex, zum Life Peer erhoben und ist dadurch seither Mitglied des House of Lords.
Er wurde Vorsitzender der Zivilen Luftfahrt Behörde Großbritanniens, bis ihm Christopher Chataway nachfolgte.

## Schriften (Auswahl)
- Oil: The Biggest Business (1968) (deutsch Gigant Erdöl Verlag Fritz Molden)
- Multinationals (1971) London. Eyre and Spottiswoode (deutsch Die Multinationalen Verlag Fritz Molden)
- Making Sense of Europe (1986) London. Viking
- Options for British Foreign Policy in the 1990's (Chatham House Papers) by Christopher Tugendhat and William Wallace (Nov 1988)
- Roy Jenkins A Retrospective (2004), darin trug er Kapitel 12 bei.